# Xianghe
Xianghe (chinesisch 香河县, Pinyin Xiānghé Xiàn) ist ein Kreis der bezirksfreien Stadt Lángfāng in der chinesischen Provinz Hebei. Xianghe hat eine Fläche von 448,3 km² und zählt 343.372 Einwohner (Stand: Zensus 2010). Sein Hauptort ist die Großgemeinde Shuyang (淑阳镇).